# Michail Vilaras
Michail Vilaras (* 1950) ist ein griechischer Jurist und Richter am Europäischen Gerichtshof.

## Leben und Wirken
Vilaras studierte Rechtswissenschaften an der Universität Athen, wo er 1973 seinen Abschluss machte. Anschließend war er als Rechtsanwalt in Griechenland tätig. In dieser Zeit schloss er 1977 ein Auslandsstudium im Sozialrecht an der Université Paris 1 Panthéon-Sorbonne mit dem Diplôme d’études approfondies ab. 1988 nahm er eine Beschäftigung bei der Kommission der Europäischen Gemeinschaften auf und wurde nationaler Sachverständiger im dortigen Juristischen Dienst. 1990 wechselte er als Hauptverwaltungsrat in die Generaldirektion V „Beschäftigung, Arbeitsbeziehungen und soziale Angelegenheiten“. 1990 kehrte er nach Griechenland zurück, wo er beim griechischen Staatsrat tätig war, zuletzt als Rechtsberater. 1998 wurde Vilaras Richter am Gericht der Europäischen Union, ab 2004 war er dort Kammerpräsident. 2010 schied er beim Gericht der Europäischen Union aus und wurde 2011 Mitglied des Obersten Rates der Verwaltungsgerichtsbarkeit; von 2013 bis 2014 war er Mitglied des Sondergerichts für Streitigkeiten im Zusammenhang mit der Besoldung der Richter und des Sondergerichts für Klagen wegen Fehlurteilen. In der Folge war er Mitglied diverser Ausschüsse in Bezug auf das europäische Dienstrecht für Richter. Vom 7. Oktober 2015 bis zum 7. Oktober 2021 war er Richter am Europäischen Gerichtshof; sein Nachfolger wurde Dimitrios Gratsias.